# Myckleplanet
Myckleplanet var ett tyskt bomb- och spaningsplan som kraschade i Myckle utanför Skellefteå den 13 juli 1941, under andra världskriget. 

## Historia

### Bakgrund
Under andra världskriget hade tyskarna tillåtelse att flyga över Sverige under förutsättning att flygplanen inte var försedda med vapen. År 1941 hade tyskarna "ockuperat Norge och Danmark, stred på finsk mark mot Ryssland och hade en flygrutt rakt över Norrland".

### Kraschen
Det tyska flygplanet kraschade på Frängsmoren utanför Myckle den 13 juli 1941. Först på plats var två pojkar som snabbt kunde cykla till platsen via skogsvägar. Besättningen på tre personer – oberleutnant Karl Hasslach, oberfeldwebel Kuns och  flygsoldat Baumgarten – klarade sig och kunde inhysas på Skellefteå stadshotell under den följande veckan. 

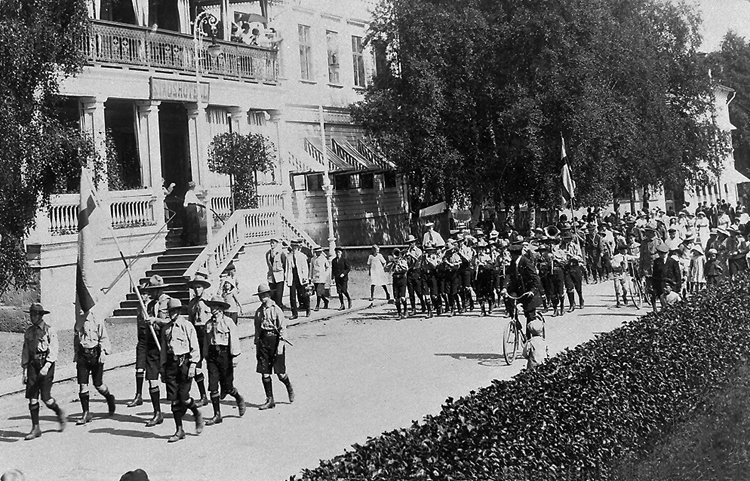
Skellefteå stadshotell 1916

Planet demonterades. Det visade sig vara ett bomb- och spaningsplan, ett Dornier Do 17 tillhörande Luftwaffes spaningsenhet Fernaufklärungskette Lappland, på väg från Norge till Finland. Kraschen visade att tyskarna inte höll sin del av avtalet med Sverige om att endast flyga med plan som inte var försedda med vapen över landet. Detts innebar att det var det första kurirplanet som kraschade på svensk mark.
Efter demontering skickades planet med fartyget Hestia från Skellefteå hamn som transporterade hem dem till Tyskland igen. Orsaken till kraschen var motorhaveri.